# Кветта
Кветта (урду کوئٹہ, англ. Quetta, пушту کوټه), вимовл. «Квата» — походить від пуштунського слово «кваткот», що означає «укріплення» — найбільше місто і столиця пакистанської провінції Белуджистан. Розташоване в гірській місцевості на висоті 1676—1900 м над рівнем моря. Є центром фруктової торгівлі Пакистану. Населення близько 760 тис. мешканців (2006).

## Клімат
Місто знаходиться у зоні, котра характеризується кліматом тропічних степів. Найтепліший місяць — липень із середньою температурою 26.1 °C (79 °F). Найхолодніший місяць — січень, із середньою температурою 3.9 °С (39 °F).
| Клімат Кветти           | Клімат Кветти | Клімат Кветти | Клімат Кветти | Клімат Кветти | Клімат Кветти | Клімат Кветти | Клімат Кветти | Клімат Кветти | Клімат Кветти | Клімат Кветти | Клімат Кветти | Клімат Кветти | Клімат Кветти |
| Показник                | Січ.          | Лют.          | Бер.          | Квіт.         | Трав.         | Черв.         | Лип.          | Серп.         | Вер.          | Жовт.         | Лист.         | Груд.         | Рік           |
| Абсолютний максимум, °C | 25            | 28            | 28            | 35            | 38            | 39            | 41            | 41            | 39            | 33            | 35            | 26            | 41            |
| Середній максимум, °C   | 10            | 12            | 17            | 23            | 28            | 33            | 34            | 33            | 30            | 24            | 18            | 13            | 23            |
| Середня температура, °C | 4             | 6             | 10            | 15            | 19            | 24            | 26            | 24            | 20            | 13            | 9             | 6             | 14            |
| Середній мінімум, °C    | −2            | 0             | 3             | 7             | 11            | 15            | 18            | 16            | 10            | 3             | 0             | −1            | 6             |
| Абсолютний мінімум, °C  | −16           | −13           | −9            | −2            | 1             | −1            | 8             | 7             | 0             | −5            | −12           | −19           | −19           |
| Норма опадів, мм        | 40            | 50            | 40            | 20            | 0             | 0             | 10            | 0             | 0             | 0             | 0             | 20            | 230           |
| Днів з дощем            | 4             | 4             | 3             | 2             | 1             | 0             | 0             | 0             | 0             | 0             | 0             | 2             | 20            |
| Вологість повітря, %    | 65            | 60            | 51            | 43            | 37            | 36            | 43            | 42            | 35            | 35            | 43            | 58            | 46            |
| ----------------------- | ------------- | ------------- | ------------- | ------------- | ------------- | ------------- | ------------- | ------------- | ------------- | ------------- | ------------- | ------------- | ------------- |
| Джерело: Weatherbase    |               |               |               |               |               |               |               |               |               |               |               |               |               |

## Галерея

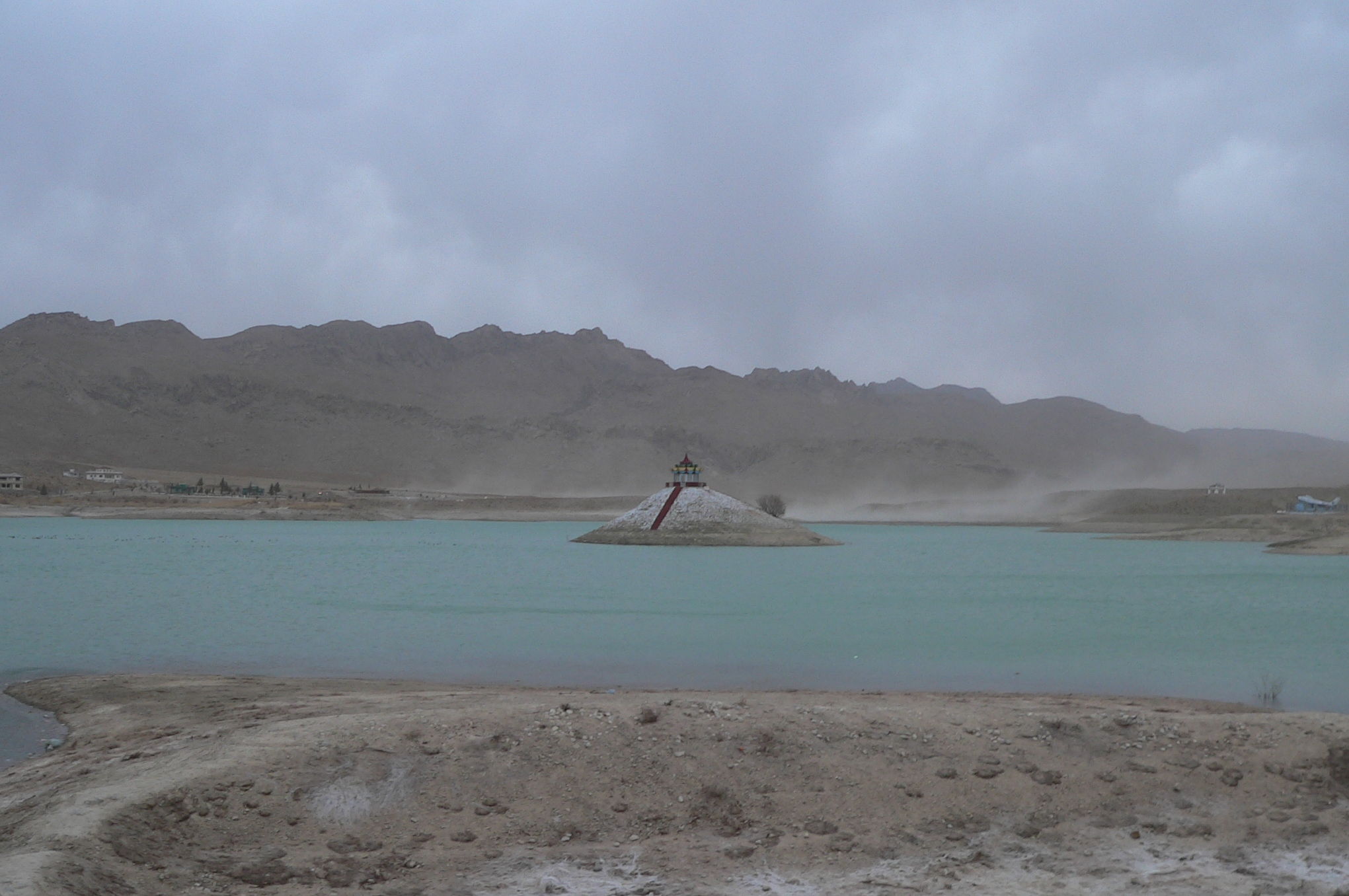
Озеро Ханна взимку
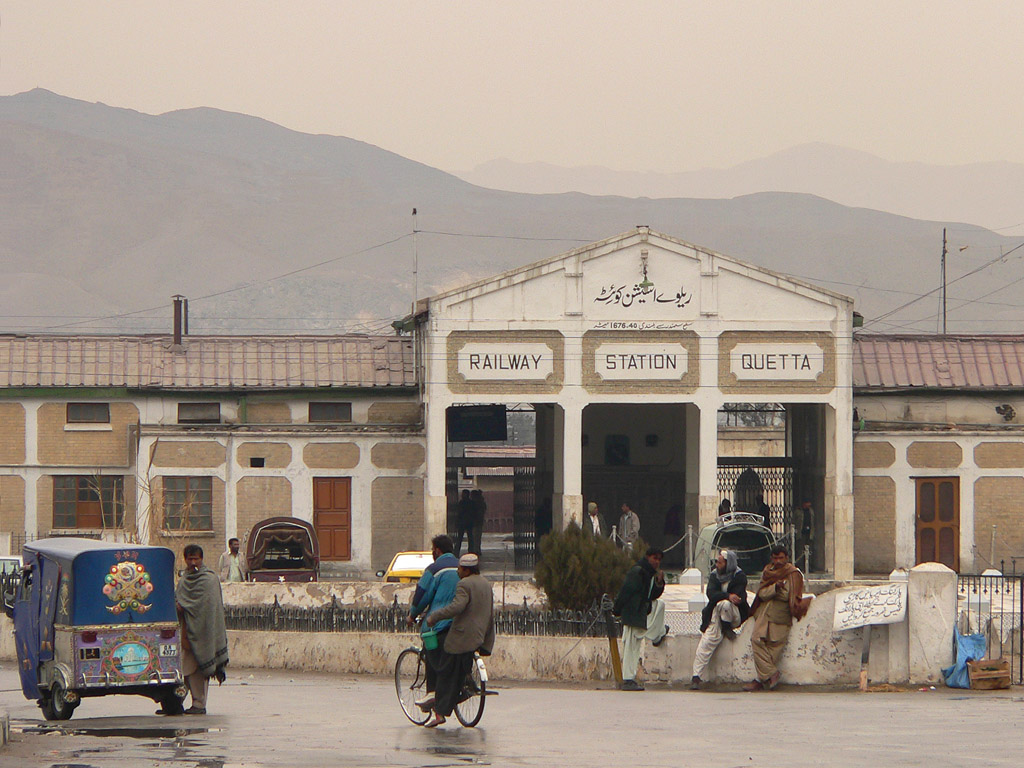
Вокзал у Кветті
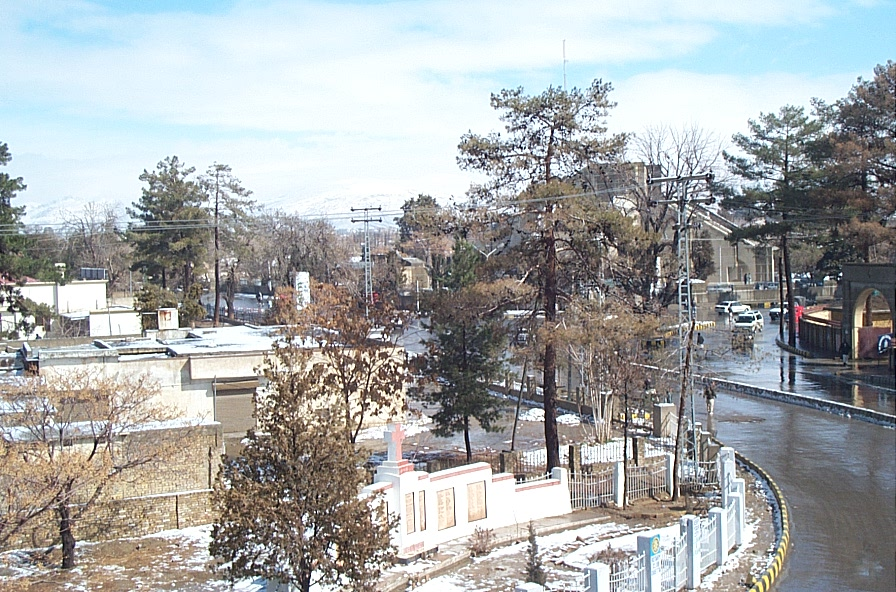
Дорога Джинна до землетрусу 1935 р.
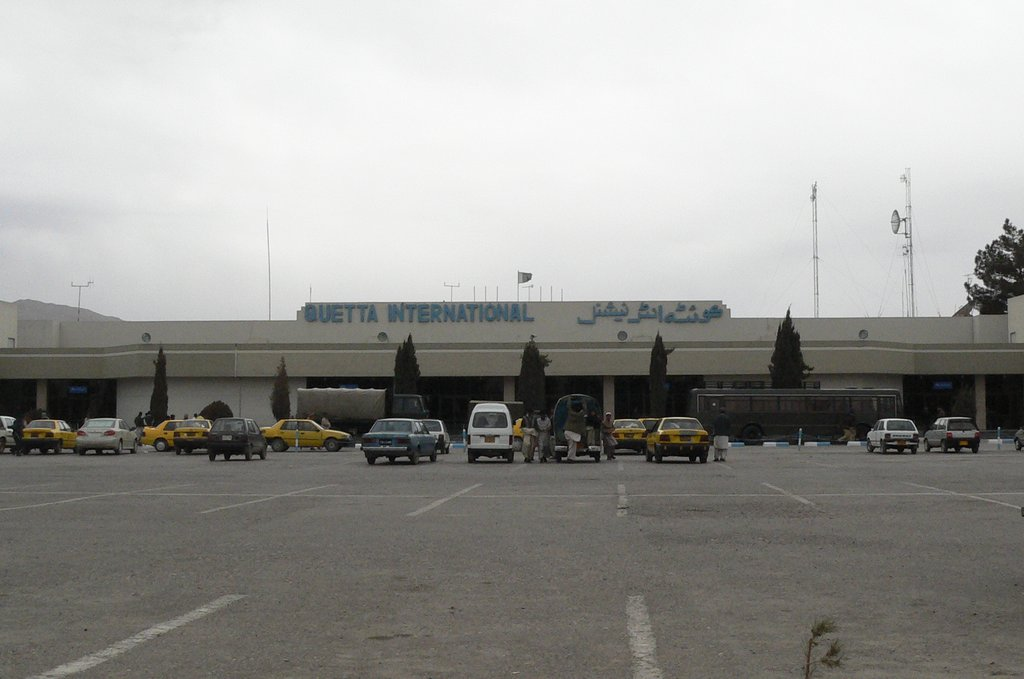
Аеропорт у Кветті